# Піківецька сільська рада
Піківецька сільська́ ра́да — адміністративно-територіальна одиниця та орган місцевого самоврядування в Уманському районі Черкаської області. Адміністративний центр — село Піківець.

## Загальні відомості
- Населення ради: 751 особа (станом на 2001 рік)

## Історія
Черкаська обласна рада рішенням від 31 жовтня 2008 року в Уманському районі уточнила назву Піковецької сільради на Піківецьку.

## Населені пункти
Сільській раді підпорядковані населені пункти:
- с. Піківець

## Склад ради
Рада складається з 12 депутатів та голови.
- Голова ради:
  - Тарасенко Василь Іванович (2010—2020)
  - Яремчук Руслан Анатолійович (з 2020)

### Депутати
За результатами місцевих виборів 2010 року депутатами ради стали:

#### За суб'єктами висування
| Суб'єкт висування | Кількість обраних депутатів | %   |
| ----------------- | --------------------------- | --- |
| Партія регіонів   | 12                          | 100 |

#### За округами
| № округу        | Прізвище, ім'я, по батькові    | Дата визнання обраним | Освіта             | Партійна приналежність | Відомості про обраного депутата                     |
| --------------- | ------------------------------ | --------------------- | ------------------ | ---------------------- | --------------------------------------------------- |
| Партія регіонів |                                |                       |                    |                        |                                                     |
| 1               | Тютюнник Тетяна Іванівна       | 01.11.2010            | вища               | член Партії регіонів   | Піківецька сільська рада, спеціаліст землевпорядник |
| 2               | Костецький Василь Трохимович   | 31.10.2010            | середня спеціальна | позапартійний          | пенсіонер                                           |
| 3               | Фабянчук Фросина Климівна      | 31.10.2010            | середня спеціальна | позапартійна           | пенсіонер                                           |
| 4               | Райко Юрій Іванович            | 31.10.2010            | середня спеціальна | позапартійний          | тимчасово не працює                                 |
| 5               | Батуріна Наталія Олексіївна    | 31.10.2010            | вища               | член Партії регіонів   | Піківецька сільська рада, секретар                  |
| 6               | Колосовська Ніна Іванівна      | 31.10.2010            | середня спеціальна | позапартійна           | ДП «Білогрудівка», двірник                          |
| 7               | Райко Галина Павлівна          | 31.10.2010            | середня спеціальна | член Партії регіонів   | сільська бібліотека, завідувачка                    |
| 8               | Поліщук Віталій Іванович       | 31.10.2010            | середня спеціальна | позапартійний          | ВАТ"Умань-газ", слюсар                              |
| 9               | Дубик Наталія Іванівна         | 31.10.2010            | середня спеціальна | позапартійна           | Піківецька сільська рада, касир                     |
| 10              | Дзень Людмила Танасіївна       | 31.10.2010            | середня спеціальна | член Партії регіонів   | Піківецький ФП, завідувачка                         |
| 11              | Блоха Леся Василівна           | 31.10.2010            | середня            | член Партії регіонів   | Піківецька сільська рада, прибиральниця             |
| 12              | Петришен Наталія Володимирівна | 31.10.2010            | середня спеціальна | позапартійна           | тимчасово не працює                                 |